# Sunrise Tennis Championship 2008
Il Sunrise Tennis Championship 2008, noto come BMW Tennis Championship per ragioni di sponsorizzazione, è stato un torneo di tennis facente parte della categoria ATP Challenger Series nell'ambito dell'ATP Challenger Series 2008. Il torneo si è giocato a Sunrise negli Stati Uniti dal 17 al 23 marzo 2008 su campi in cemento e aveva un montepremi di $100 000+H.

## Vincitori

### Singolare
Robin Haase ha battuto in finale  Sébastien Grosjean con il punteggio di 5–7 7–5 6–1

### Doppio
Janko Tipsarević /  Dušan Vemić hanno battuto in finale  Kristof Vliegen /  Peter Wessels con il punteggio di 6–3, 7–6(8)